# Delikatessen
Delikatessen (ted. Leccornie) è il terzo best of del gruppo tedesco OOMPH!.

La copertina ritrae incrociati due coltelli per tagliare la carne appena usati.

## Tracce

### CD 1
1. Gekreuzigt 2006
2. Augen Auf!
3. Träumst Du
4. Fieber (Single Version)
5. Supernova
6. Brennende Liebe
7. Das letzte Streichholz
8. Das weisse Licht
9. Gott ist ein Popstar
10. Sex hat keine Macht (single version)
11. The Power Of Love – cover dei Frankie Goes to Hollywood
12. Man With The Harmonica
13. Unsere Rettung
14. Ich bin Du
15. Der neue Gott
16. Niemand
17. Sex
18. Wunschkind
19. Ice-Coffin

### CD 2
1. Weisst Du Wieviel Sterne Stehen
2. Zauberstab
3. Die Hölle Kann Warten
4. Polizisten
5. The World Is Yours
6. Der Präsident Ist Tot
7. Kill Me Again
8. Eiszeit
9. Fragment
10. Asshole
11. Feiert Das Kreuz (Pope Mix)
12. U Said (Primary Mix)
13. Fleisch
14. A.L.I.V.E.
15. Sex Hat Keine Macht (Transporterraum Mix)
16. Gott Ist Ein Popstar (Silverstar Remix)
17. Brennende Liebe (Transporterraum Mix)
18. Das Letzte Streichholz ([:SITD:] Remix)
19. Augen Auf (Freizeichen vs. Oomph! Mix)